# HPS Investment Partners
Pour les articles homonymes, voir HPS.
HPS Investment Partners (HPS) est une société d'investissement américaine spécialisée sur le crédit de qualité inférieure (non investment grade).
HPS est basé à New York avec dix bureaux à l'international, notamment à Londres, Houston, Chicago et Sydney.
HPS compte environ 570 employés au total en 2023. 
HPS gère des capitaux pour des investisseurs sophistiqués, notamment des institutions financières, des fonds de pension publics et privés, des fonds souverains, des fonds de fonds, des fonds de dotation, des fondations et des family offices, ainsi que des particuliers. En octobre 2019, HPS avait approximativement 59 milliards de dollars d'actifs en gestion contre 41 milliards de dollars en juin 2017. En juin 2023, HPS avait approximativement 101 milliards de dollars d'actifs en gestion.
HPS est une filiale de HPS Group Holdings II, LLC. Scott Kapnick, Directeur général de HPS, est le principal associé par le biais de sociétés intermédiaires.

## Histoire
HPS, anciennement connu sous le nom de Highbridge Principal Strategies, LLC, a été initialement créé en mars 2007 en tant que filiale de Highbridge Capital Management, LLC (HCM) pour se concentrer sur la gestion de dette et de participations, incluant prêts, dette mezzanine, opportunités de crédit (credit opportunities), capital-investissement (private equity), actifs réels et autres investissements. HCM est une filiale de JPMorgan Asset Management Holdings Inc. (JPMAM), qui à son tour est une filiale de JPMorgan Chase & Co. (JPM).
Le 31 mars 2016, les hauts dirigeants de HPS ont acquis HPS et ses filiales auprès de JPMAM et HCM. À la suite de cette transaction, HPS fut considérée comme indépendante de JPM, bien que JPM conserve une participation minoritaire sans droit de vote dans HPS.
En janvier 2017, HPS a levé 800 millions d'euros pour financer un nouveau fonds commun de créances nommé European Asset Value Fund spécialisé dans les contrats de location et les prêts adossés à des actifs et des comptes débiteurs, incluant du matériel, des technologies de l'information, des automobiles, des avions, des camions et d'autres biens de transport.

## Activités et investissements

### Financement
- PEAC (Pan European Asset Company) (UK) Limited, basé à Londres, et spécialisé dans les activités de crédit-bail d'actifs, fourniture de produits et de services de location d'équipement.

IKB Leasing fut vendu à HPS par IKB Deutsche Industriebank en juin 2017 pour la somme de 210 millions d'euros. IKB Leasing, basé à Hambourg, et spécialisé dans les solutions de financement pour la location de machines et de matériel, le financement de fournisseurs, le financement de véhicules commerciaux et les services de télécommunications et information, fut absorbé par la marque PEAC (Pan European Asset Company) à l'été 2018. L'acquisition d'IKB Leasing a permis d'étendre la présence de PEAC en France, Italie, Allemagne, Autriche et au Benelux. Elle lui a également permis de s'implanter sur des marchés européens de l'Est en croissance tels que la République tchèque, la Pologne, la Russie et la Hongrie.